# Tân Phú (An Giang)
Tân Phú is een xã, in het district Châu Thành, een van de Vietnamese provincie An Giang in de Mekong-delta.